# Choi Na-yeon
Na Yeon Choi of Choi Na-yeon (Koreaans: 최나연; Seoel, 28 oktober 1987) is een Zuid-Koreaanse golfprofessional. Ze debuteerde in 2004 op de LPGA of Korea Tour en in 2006 op de LPGA Tour.

## Loopbaan
In 2004 debuteerde Choi als golfamateur op de LPGA of Korea Tour waar ze op 17-jarige leeftijd de ADT CAPS Invitational won. Na die toernooizege werd ze golfprofessional. Later won ze nog enkele toernooien waaronder het Shinsegye Cup KLPGA Championship die door de tour erkend wordt als een KLPGA-major.
In 2006 werd ze uitgenodigd voor enkele golftoernooien op de LPGA Tour waar ze haar debuut maakte op die tour. In 2008 kreeg ze een speelkaart en speelde zo haar eerste volledige golfseizoen op de LPGA. In september 2009 behaalde ze haar eerste zege op de LPGA door het Samsung World Championship te winnen. Op 8 juli 2012 behaalde ze haar eerste major door het US Women's Open te winnen.

## Prestaties
LPGA Tour
| Nr. | Datum             | Toernooi                         | Score           | Score | Info                                                            |
| --- | ----------------- | -------------------------------- | --------------- | ----- | --------------------------------------------------------------- |
| 1   | 20 september 2009 | Samsung World Championship       | 71-67-63-71=272 | –16   |                                                                 |
| 2   | 1 november 2009   | Hana Bank-KOLON Championship     | 69-68-69=206    | –10   |                                                                 |
| 3   | 4 juli 2010       | Jamie Farr Owens Corning Classic | 64-67-68-71=270 | –14   | Won de play-off van In-Kyung Kim, Christina Kim en Song-Hee Kim |
| 4   | 31 oktober 2010   | LPGA KEB-HanaBank Championship   | 69-68-69=206    | –10   |                                                                 |
| 5   | 16 oktober 2011   | Sime Darby LPGA Malaysia         | 66-68-67-68=269 | –15   |                                                                 |
| 6   | 8 juli 2012       | US Women's Open                  | 71-72-65-73=281 | –7    |                                                                 |
| 7   | 18 november 2012  | CME Group Titleholders           | 67-68-69-70=274 | –14   |                                                                 |
| 8   | 31 januari 2015   | Coates Golf Championship         | 68-70-66-68=272 | –16   |                                                                 |

| major |

LPGA of Korea Tour
| Nr. | Datum             | Toernooi                         | Score           | Score | Info        |
| --- | ----------------- | -------------------------------- | --------------- | ----- | ----------- |
| 1   | 6 november 2004   | ADT CAPS Invitational            | 68-66-68=202    | –14   | Als amateur |
| 2   | 3 juni 2005       | Lakeside Women's Open            | 71-69-71=211    | –5    |             |
| 3   | 30 september 2006 | KB Star Tour in Hampyung         | 68-67-69=204    | –12   |             |
| 4   | 21 september 2007 | Shinsegye Cup KLPGA Championship | 68-69-68=205    | –13   |             |
| 5   | 1 november 2009   | Hana Bank-KOLON Championship     | 69-68-69=206    | –10   |             |
| 6   | 31 oktober 2010   | LPGA KEB-HanaBank Championship   | 69-68-69=206    | –10   |             |
| 7   | 4 september 2011  | Hanwha Finance Classic           | 75-71-69-72=287 | –1    |             |

Toernooien in het vet zijn majors van de KLPGA.

## Teamcompetities
Professional
- Lexus Cup (Aziatische team): 2008
- International Crown ( KOR): 2014